# Giustiniano II Rinotmeto
Giustiniano II Rinotmeto (cioè "naso tagliato", greco: Ιουστινιανός Β΄ ο Ρινότμητος, Ioustinianos II Rinotmetos) (669 – Sinope, dicembre 711) è stato un imperatore bizantino che regnò per due volte, dal 685 al 695 e dal 705 alla morte. Fu Basileus dei Romei in quanto figlio di Costantino IV e di Anastasia, fu l'ultimo rappresentante della dinastia eracliana. A lui si deve tra l'altro la definitiva unificazione degli uffici di imperatore e di console, cui conseguì l'effettiva abolizione del secondo titolo.

## Primo regno

### Politica estera
Giustiniano salì al trono nel 681, associato dal padre quale co-imperatore, rimanendo, alla morte di questi nel 685, quale unico sovrano all'età di sedici anni. Sposatosi con Eudocia, grazie alle vittorie del padre egli ereditava un regno sicuro, con una stabile situazione nelle province orientali. Approfittando delle guerre civili che avevano indebolito il califfato islamico, Giustiniano II inviò lo strategos Leonzio a sottomettere Armenia e Iberia, che divennero protettorati bizantini.
Nel 686 Giustiniano ricevette ambasciatori dal califfo omayyade Abd al-Malik per il rinnovo della pace alle seguenti condizioni:
1. l'imperatore avrebbe spostato i Mardaiti, predoni cristiani che dal Libano conducevano scorrerie che preoccupavano gli Arabi, in territorio imperiale, impedendo così loro di attaccare gli Arabi.
2. il tributo annuale che gli Arabi dovevano versare all'Impero sarebbe stato di 1 000 nomismata, un cavallo e uno schiavo al giorno.
3. il gettito fiscale di Cipro, Armenia e Iberia sarebbe stato spartito equamente tra i due imperi.

Giustiniano II accettò le condizioni di pace, e immediatamente 12 000 Mardaiti vennero rimossi dal Libano e deportati in Armenia. Secondo Teofane, ciò indebolì l'Impero perché «tutte le città... da Mopsuestia alla Quarta Armenia, che sono ora popolate dagli Arabi, a quell'epoca erano state indebolite e spopolate dagli attacchi dei Mardaiti. Dopo che vennero trapiantati, lo Stato ha cominciato a soffrire ogni sorta di mali per opera degli Arabi fino a oggi.» Per Ostrogorsky invece ebbe effetti anche positivi, rientrando in quella politica di deportazioni di popolazioni (per esempio gli Slavi) all'interno dell'Impero, volta a popolare le regioni desolate e a rinforzare l'esercito. Nei fatti, i Mardaiti furono insediati nel tema dei Carabisiaci, dove servirono nella flotta come rematori permanenti.
La sostanziale tranquillità sui confini orientali permise a Giustiniano di rivolgersi ai Balcani, invasi dalle tribù degli Slavi: trasferì la cavalleria dall'Anatolia alla Tracia e tra il 688 e il 689 sconfisse i Bulgari in Macedonia, entrando trionfalmente a Tessalonica, la seconda città dell'impero in Europa. Gli sconfitti vennero deportati in Anatolia, più precisamente nell'Opsikion, dove andarono a costituire una forza militare di 30 000 uomini. Tuttavia, secondo Teofane, durante il viaggio di ritorno, l'esercito finì in un'imboscata dei Bulgari e subì alcune perdite, che comunque non cancellarono il successo della spedizione.
Vittorioso, l'imperatore pensò quindi di rivolgersi contro gli Arabi, rompendo incautamente la pace con il pretesto che gli Arabi si rifiutavano di coniare le monete che inviavano all'Imperatore come tributo raffigurando Cristo, come in quelle bizantine. L'Imperatore aveva infatti da poco fatto coniare un nuovo tipo di nomismata, in cui nelle due facce vi erano il volto dell'Imperatore e, per la prima volta, quello di Cristo; comprensibilmente, gli Arabi, che dovevano versare il tributo in monete bizantine, si rifiutarono di raffigurare nelle monete inviate come tributo il volto di Cristo, e conseguentemente l'Imperatore rifiutò le monete senza il volto di Cristo, minacciando la guerra. Il califfo gli consigliò di non rompere la pace, ma piuttosto di accettare le nuove monete arabe che inviategli come tributo, ma l'Imperatore non seguì il consiglio e ruppe la pace. Nel 692 formò un esercito formato da 30 000 Slavi che aveva deportato in Anatolia nel corso delle campagne nei Balcani, e mise al capo di questo esercito un certo Neboulos. I due eserciti si scontrarono a Sebastopoli: inizialmente, secondo il resoconto di Teofane, gli Arabi sembravano sul punto di essere sconfitti, ma poi l'esito si capovolse grazie all'oro con cui il califfo arabo corruppe 20 000 Slavi dell'esercito bizantino, convincendoli a passare dalla sua parte. Secondo Teofane, per rappresaglia, l'Imperatore fece massacrare gli altri Slavi presso Leukate, ma Ostrogorsky ritiene inattendibile questa notizia. La sconfitta subita fu la cagione della perdita dell'Armenia: Sabbatios, principe dell'Armenia, infatti, dopo la sconfitta di Sebastopoli, si sottomise agli Arabi.

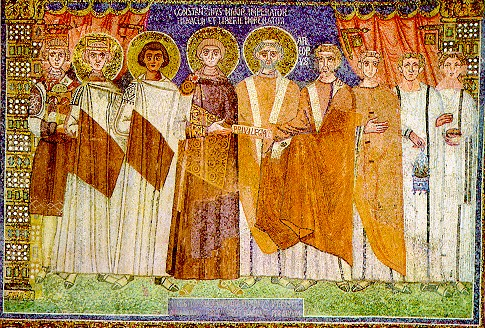
Giustiniano II, all'estrema sinistra, Basilica di Sant'Apollinare in Classe, Ravenna

### Politica religiosa
Frattanto, l'imperatore convocò a Costantinopoli il cosiddetto concilio in Trullo, o Quinsesto, così detto perché pensato come completamento del Quinto Concilio Ecumenico del 553 e del Sesto Concilio del 680; esso, oltre a vietare i residui riti pagani (come la festa dei Brumalia e il cantare inni in onore di Dioniso durante la vendemmia), prese decisioni in contrasto con la Chiesa di Roma, come ad esempio che i già sposati che decidevano di diventare sacerdoti potevano continuare la loro vita coniugale, e il divieto di digiunare il sabato. Le decisioni del concilio causarono un aperto scontro con la Chiesa di Roma e Giustiniano inviò Zaccaria a Roma per arrestare papa Sergio I. Ma l'uso della forza fallì, perché impedito dalla ribellione delle truppe romane, ravennati e della Pentapoli: narra il Liber Pontificalis, l'inviato dell'Imperatore, temendo di essere linciato dall'esercito si nascose sotto il letto del Papa implorandogli pietà. Tale fatto rappresentò una novità, in quanto per la prima volta un imperatore non era riuscito a far valere la propria forza sul pontefice, formalmente a lui subordinato.

### Prima deposizione
Il crescente risentimento per il rapace fiscalismo e per lo sperpero di risorse attuato dagli agenti di Giustiniano, Stefano e Teodoto, per la realizzazione di costose opere edilizie e nel mantenimento del sontuoso stile di vita della corte, portò a un forte malcontento nei confronti di Giustiniano II. Il supervisore dei lavori edilizi eunuco Stefano il Persiano e l'abate Teodoto sono accusati dai cronisti Teofane e Niceforo di aver commesso diverse iniquità a danni del popolo. Teodoto in particolare, oltre a riscuotere le tasse in modo rude e crudele, confiscò le loro proprietà a diversi dignitari di Stato, amministratori e uomini preminenti della capitale. Inoltre anche il prefetto, per ordine dell'Imperatore, ne imprigionò alcuni, riporta Teofane, anche per anni. Tutto ciò non fece che provocare un forte malcontento nei confronti dell'Imperatore. Teofane narra un aneddoto:
(Teofane, Cronaca, AM 6186.)
Nel 695 una grave rivolta scoppiò a Costantinopoli: erano emerse voci che Giustiniano volesse uccidere addirittura tutta la popolazione di Costantinopoli, a cominciare dal patriarca, e che avesse ordinato a un certo Stefano Rhousios di fare ciò. Un certo Leonzio, che, dopo essere stato imprigionato per tre anni, era stato liberato e nominato strategos dell'Ellade, mentre stava lasciando la capitale per imbarcarsi, fu convinto da alcuni suoi amici a rivoltarsi: si diressero al Praiterion, liberarono, dopo aver messo fuori combattimento il prefetto della città, i prigionieri rinchiusi lì dentro, e li armarono. L'esercito ribelle di Leonzio, composto da prigionieri armati, al grido di "A tutti i cristiani! Tutti a Santa Sofia", si diresse verso la chiesa. Qui ottenne il supporto del patriarca e di una grande folla che, inveendo contro l'Imperatore, catturò e condusse Giustiniano II all'ippodromo, dove venne deposto, privato del naso (un tipo di amputazione ricorrente in un sistema in cui la menomazione fisica risultava parametro sufficiente per precludere l'accesso al trono) ed esiliato a Cherson, in Crimea. Leonzio fu acclamato imperatore.

## Esilio
Mentre nella capitale il breve regno di Leonzio veniva rovesciato nel 698 da Tiberio Apsimaro, ammiraglio della flotta, acclamato imperatore come Tiberio III, Giustiniano riusciva ad acquisire sempre maggiore influenza su Cherson, suo luogo di relegazione. Secondo i cronisti Teofane e Niceforo, nel corso del 702-703 le pubbliche dichiarazioni di Giustiniano di voler diventare di nuovo imperatore preoccuparono i proprietari terrieri locali che, timorosi che ciò potesse davvero accadere, progettarono di ucciderlo o inviarlo all'Imperatore. Avvisato dei loro piani, Giustiniano fuggì riparando presso i Cazari, venendo entusiasticamente accolto dal khan Busir, che gli diede in sposa la sorella, alla quale venne imposto il nome bizantino di Teodora.
Giustiniano si trasferì quindi nella città di Fanagoria, sulle rive del mar d'Azov. Da Costantinopoli, però, l'imperatore Tiberio sobillò Busir, in cambio di molti presenti, a consegnargli Giustiniano, o vivo o, in caso contrario, la sua testa, e questi accettò di tradirlo. Busir inviò quindi due ufficiali, Papatzys e Balgitzin, con l'ordine di assassinare il cognato. Questi, però, avvisato dalla moglie Teodora, strangolò con le proprie mani i due e raggiunse quindi a Cherson i suoi sostenitori, da dove ripartì diretto a Ovest attraverso il mar Nero.
Si presentò quindi ai Bulgari, suoi antichi nemici, venendo accolto dal khan Tervel, che gli fornì tutta l'assistenza necessaria a riguadagnare il trono di Bisanzio, in cambio della promessa del titolo e dell'appannaggio di Cesare, della mano della figlia di Giustiniano, Anastasia, e di cessioni territoriali.
Nella primavera del 704, dunque, Giustiniano fu in grado di presentarsi sotto le mura di Costantinopoli, forte di 15 000 cavalieri bulgari. Non potendo però sperare di prendere la città con la forza, penetrò con pochi uomini le difese attraverso un condotto idrico che passava al disotto delle fortificazioni, congiungendosi con i suoi sostenitori all'interno della città. Nella notte le porte furono aperte e Giustiniano prese il controllo della città.

## Secondo regno
Rompendo la tradizione che impediva l'incoronazione di chi portasse mutilazioni fisiche, Giustiniano indossò un naso d'oro e riprese il diadema imperiale. Tiberio e il predecessore Leonzio, prelevato dalle prigioni, vennero giustiziati assieme a un gran numero di loro sostenitori. Il patriarca Callinico I, reo di aver incoronato Leonzio e Tiberio, venne accecato ed esiliato a Roma. L'intero impero fu dunque pervaso da un'ondata di crudeli repressioni.

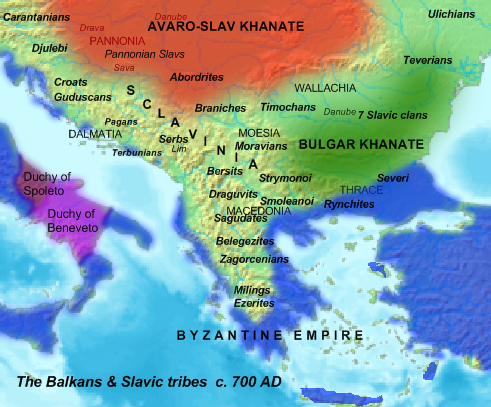
L'Impero bulgaro nel 700 circa

Tornato imperatore, Giustiniano incoronò Tervel quale Cesare, ottemperando a tutte le clausole del loro accordo. Contemporaneamente, stando alle cronache di Teofane Confessore e al Chronographikon syntomon del patriarca Niceforo I, inviò nel 705 una flotta nel mar d'Azov per ottenere con la forza dal cognato Busir la restituzione della moglie Teodora, che egli ancora teneva in custodia. Una tempesta disperse però le navi di Giustiniano, ma Busir acconsentì comunque, domandando semplicemente all'imperatore di inviare degli emissari per scortarla. Quando la moglie giunse a Costantinopoli nel 706 recava con sé il figlio di Giustiniano, Tiberio: incoronò quindi la moglie col titolo di Augusta e pose il figlio quale co-imperatore, assicurandogli la successione.
Nel 708 Giustiniano ruppe l'accordo con Tervel, muovendo guerra ai Bulgari, apparentemente per riprendere i territori ceduti al momento dell'incoronazione; venne però sconfitto e bloccato ad Anchialo e quindi costretto a ritirarsi. La pace con Tervel venne rapidamente ricostruita, ma nel 709-711 gli Arabi attaccarono l'Asia minore, occupando la Cappadocia e molte fortezze della Cilicia, tra cui la città di Tiana. Nonostante la temibile minaccia la resistenza di Giustiniano fu blanda, essendo l'imperatore più interessato a reprimere i suoi oppositori a Cherson e soprattutto in Italia e a Ravenna. Ordinò dunque a papa Costantino di piegarsi alle decisioni del concilio di Trullo, scatenando contemporaneamente nel 709 una spedizione punitiva nella Pentapoli, che si risolse in un massacro. L'anno successivo il pontefice giunse quindi a Costantinopoli, accogliendo alcune delle richieste dell'imperatore e ristabilendo le relazioni con la corte bizantina.
L'imperatore si rivolse quindi alla riorganizzazione dello Stato, gettando le basi dell'organizzazione tematica dell'impero e appoggiando i diritti dei contadini liberi e dei piccoli proprietari, che costituivano il principale bacino di reclutamento per l'esercito.
Il governo tirannico di Giustiniano provocò però una nuova rivolta contro di lui, partita da Cherson, dove era stato esiliato il generale Filippico Bardane, sostenitore dei monoteliti. La città resistette contro le truppe inviate a reprimere la rivolta, che passarono in massa dalla parte dei ribelli. Filippico mosse quindi su Costantinopoli, assediandola. Giustiniano, dopo aver chiesto aiuti a Tervel contro l'usurpatore (3 000 soldati bulgari furono inviati come rinforzi), dal Ponto marciò a tappe forzate per soccorrere la città, non riuscendo tuttavia a raggiungerla in tempo. Forte dell'appoggio degli oppositori di Giustiniano, terrorizzati all'idea del ritorno dell'imperatore, Filippico entrò in città, venendo proclamato nuovo basileus.
Giustiniano venne arrestato e giustiziato ancora fuori dalla città nel dicembre del 711 e la sua testa mozzata consegnata come trofeo a Filippico. Quando seppe dell'accaduto, la madre di Giustiniano cercò di portare al sicuro il nipote seienne e co-imperatore Tiberio, nel santuario di Santa Maria delle Blacherne, ma gli emissari di Filippico li raggiunsero e trascinarono il ragazzo, che si era disperatamente aggrappato all'altare, fuori dalla basilica, uccidendolo e ponendo così fine alla dinastia dei discendenti di Eraclio. La testa mozzata di Giustiniano venne in seguito inviata a Roma e Ravenna per essere esposta alla vista del popolo.

## Ascendenza
|                |   |               | Genitori |  |  | Nonni |  |  | Bisnonni       |  |  | Trisnonni |  |
|                |   |               |          |  |  |       |  |  | Costantino III |  |  | Eraclio I |  |
|                |   |               |          |  |  |       |  |  | Costantino III |  |  | Eraclio I |  |
|                |   | Fabia Eudocia |          |  |  |       |  |  | Costantino III |  |  |           |  |
| Costante II    |   |               |          |  |  |       |  |  | Costantino III |  |  |           |  |
|                |   | Gregoria      | Niceta   |  |  |       |  |  |                |  |  |           |  |
|                |   | Gregoria      | Niceta   |  |  |       |  |  |                |  |  |           |  |
|                |   | Gregoria      | …        |  |  |       |  |  |                |  |  |           |  |
| Costantino IV  |   | Gregoria      |          |  |  |       |  |  |                |  |  |           |  |
|                |   | Valentino     | …        |  |  |       |  |  |                |  |  |           |  |
|                |   | Valentino     | …        |  |  |       |  |  |                |  |  |           |  |
|                |   | Valentino     | …        |  |  |       |  |  |                |  |  |           |  |
| Fausta         |   | Valentino     |          |  |  |       |  |  |                |  |  |           |  |
|                |   | …             | …        |  |  |       |  |  |                |  |  |           |  |
|                |   | …             | …        |  |  |       |  |  |                |  |  |           |  |
|                |   | …             | …        |  |  |       |  |  |                |  |  |           |  |
| Giustiniano II |   | …             |          |  |  |       |  |  |                |  |  |           |  |
|                | … | …             |          |  |  |       |  |  |                |  |  |           |  |
|                | … | …             |          |  |  |       |  |  |                |  |  |           |  |
|                | … | …             |          |  |  |       |  |  |                |  |  |           |  |
| …              | … |               |          |  |  |       |  |  |                |  |  |           |  |
|                |   | …             | …        |  |  |       |  |  |                |  |  |           |  |
|                |   | …             | …        |  |  |       |  |  |                |  |  |           |  |
|                |   | …             | …        |  |  |       |  |  |                |  |  |           |  |
| Anastasia      |   | …             |          |  |  |       |  |  |                |  |  |           |  |
|                |   | …             | …        |  |  |       |  |  |                |  |  |           |  |
|                |   | …             | …        |  |  |       |  |  |                |  |  |           |  |
|                |   | …             | …        |  |  |       |  |  |                |  |  |           |  |
| …              |   | …             |          |  |  |       |  |  |                |  |  |           |  |
|                |   | …             | …        |  |  |       |  |  |                |  |  |           |  |
|                |   | …             | …        |  |  |       |  |  |                |  |  |           |  |
|                |   | …             | …        |  |  |       |  |  |                |  |  |           |  |
|                |   | …             |          |  |  |       |  |  |                |  |  |           |  |